# Juan Risso
Pour les articles homonymes, voir Risso.
Juan Risso, né le 3 septembre 1942 à Buenos Aires en Argentine, est un footballeur argentin.

## Biographie
Il participe aux Jeux olympiques d'été de 1964 avec l'équipe olympique d'Argentine.
Risso effectue trois saisons en France en Division 1 avec le club de l'AC Ajaccio, où il marque dix buts en 107 matches de championnat.

## Palmarès
- Champion de France de deuxième division en 1967 avec l'AC Ajaccio